# Tadeusz Szymczykiewicz
Tadeusz Sebastian Szymczykiewicz (ur. 5 października 1895 w Krakowie, zm. wiosną 1940 w Charkowie) – kapitan żandarmerii Wojska Polskiego, działacz niepodległościowy.

## Życiorys
Syn Zygmunta i Zofii z Wilczyńskich urodzony 5 października 1895 w Krakowie.
Jako uczeń VI klasy szkoły realnej wstąpił do Legionów Polskich. Walczył w szeregach 2 pułku ułanów. 6 kwietnia 1917 został wymieniony jako uprawniony do odznaczenia austriackim Krzyżem Wojskowym Karola.
Od grudnia 1918 służył w żandarmerii polowej jako plutonowy. Po zakończeniu działań wojennych pełnił służbę jako podoficer zawodowy w 1 dywizjonie żandarmerii w Warszawie. 6 grudnia 1921 został zatwierdzony w stopniu chorążego z dniem 5 sierpnia 1919. 12 maja 1927 prezydent RP mianował go podporucznikiem ze starszeństwem z 1 lipca 1925 i 7. lokatą w korpusie oficerów żandarmerii, a minister spraw wojskowych wcielił do 9 dywizjonu żandarmerii w Brześciu. 15 lipca 1927 został awansowany na porucznika ze starszeństwem z 1 lipca 1927 i 7. lokatą w korpusie oficerów żandarmerii. W grudniu 1930 został przeniesiony do 2 dywizjonu żandarmerii w Lublinie. Pełnił służbę na stanowisku dowódcy plutonu żandarmerii Zamość. Na stopień kapitana został awansowany ze starszeństwem z 1 stycznia 1936 i 8. lokatą w korpusie oficerów żandarmerii. 27 października 1937 został przeniesiony do Centrum Wyszkolenia Żandarmerii w Grudziądzu na stanowisko dowódcy 1 kompanii szkolnej batalionu szkolnego. W kampanii wrześniowej 1939 dowodził IV batalionem 94 pułku piechoty.
W nieznanych okolicznościach dostał się do sowieckiej niewoli i został osadzony w Starobielsku. Wiosną 1940 został zamordowany przez funkcjonariuszy NKWD w Charkowie i pogrzebany w Piatichatkach. Od 17 czerwca 2000 spoczywa na Cmentarzu Ofiar Totalitaryzmu w Charkowie. Figuruje na tzw. liście Gajdideja (poz. 3762).
5 października 2007 minister obrony narodowej Aleksander Szczygło mianował go pośmiertnie na stopień majora. Awans został ogłoszony 9 listopada 2007, w Warszawie, w trakcie uroczystości „Katyń Pamiętamy – Uczcijmy Pamięć Bohaterów”.

## Ordery i odznaczenia
- Krzyż Niepodległości – 4 lutego 1932 „za pracę w dziele odzyskania niepodległości”[28][2][29][30][31]
- Krzyż Walecznych[12][17]
- Srebrny Krzyż Zasługi – 1938 „za zasługi w służbie wojskowej”[32][33]
- Odznaka Pamiątkowa Więźniów Ideowych[34]